# Thyreus albomaculatus
Thyreus albomaculatus là một loài Hymenoptera trong họ Apidae. Loài này được DeGeer mô tả khoa học năm 1778.